# Voleibol sentado nos Jogos Paralímpicos de Verão de 2016 - Feminino
As disputas femininas do voleibol sentado nos Jogos Paralímpicos de Verão de 2016 foram realizadas entre 9 e 16 de setembro no Riocentro, Rio de Janeiro, Brasil.

## Primeira fase

### Grupo A
|     |                   |     | Jogos | Jogos | Jogos | Resultados | Resultados | Resultados | Resultados | Resultados | Resultados | Sets | Sets | Sets  | Pontos | Pontos | Pontos |
| Pos | Equipe            | Pts | T     | V     | D     | 3–0        | 3–1        | 3–2        | 2–3        | 1–3        | 0–3        | V    | P    | R     | V      | P      | R      |
| --- | ----------------- | --- | ----- | ----- | ----- | ---------- | ---------- | ---------- | ---------- | ---------- | ---------- | ---- | ---- | ----- | ------ | ------ | ------ |
| 1   | BRA Brasil        | 9   | 3     | 3     | 0     | 3          | 0          | 0          | 0          | 0          | 0          | 9    | 0    | MAX   | 225    | 140    | 1.607  |
| 2   | UKR Ucrânia       | 5   | 3     | 2     | 1     | 1          | 0          | 1          | 0          | 0          | 1          | 6    | 5    | 1.200 | 237    | 229    | 1.035  |
| 3   | NED Países Baixos | 4   | 3     | 1     | 2     | 0          | 1          | 0          | 1          | 0          | 1          | 5    | 7    | 0.714 | 250    | 265    | 0.943  |
| 4   | CAN Canadá        | 0   | 3     | 0     | 3     | 0          | 0          | 0          | 0          | 1          | 2          | 1    | 9    | 0.111 | 169    | 247    | 0.684  |

| 10 de setembro | Brasil BRA | 3-0   | CAN Canadá | Riocentro, Rio de Janeiro |
| 10 de setembro | 25         | Set 1 | 7          | Riocentro, Rio de Janeiro |
| 10 de setembro | 25         | Set 2 | 12         | Riocentro, Rio de Janeiro |
| 10 de setembro | 25         | Set 3 | 14         | Riocentro, Rio de Janeiro |
| 10 de setembro | Set 4      |       |            | Riocentro, Rio de Janeiro |
| 10 de setembro | Set 5      |       |            | Riocentro, Rio de Janeiro |

| 10 de setembro | Ucrânia UKR | 3-2   | NED Países Baixos | Riocentro, Rio de Janeiro |
| 10 de setembro | 21          | Set 1 | 25                | Riocentro, Rio de Janeiro |
| 10 de setembro | 22          | Set 2 | 25                | Riocentro, Rio de Janeiro |
| 10 de setembro | 25          | Set 3 | 13                | Riocentro, Rio de Janeiro |
| 10 de setembro | 26          | Set 4 | 24                | Riocentro, Rio de Janeiro |
| 10 de setembro | 15          | Set 5 | 12                | Riocentro, Rio de Janeiro |

| 10 de setembro | Canadá CAN | 1-3   | NED Países Baixos | Riocentro, Rio de Janeiro |
| 10 de setembro | 25         | Set 1 | 22                | Riocentro, Rio de Janeiro |
| 10 de setembro | 17         | Set 2 | 25                | Riocentro, Rio de Janeiro |
| 10 de setembro | 17         | Set 3 | 25                | Riocentro, Rio de Janeiro |
| 10 de setembro | 22         | Set 4 | 25                | Riocentro, Rio de Janeiro |
| 10 de setembro | Set 5      |       |                   | Riocentro, Rio de Janeiro |

| 10 de setembro | Brasil BRA | 3-0   | UKR Ucrânia | Riocentro, Rio de Janeiro |
| 10 de setembro | 25         | Set 1 | 19          | Riocentro, Rio de Janeiro |
| 10 de setembro | 25         | Set 2 | 20          | Riocentro, Rio de Janeiro |
| 10 de setembro | 25         | Set 3 | 14          | Riocentro, Rio de Janeiro |
| 10 de setembro | Set 4      |       |             | Riocentro, Rio de Janeiro |
| 10 de setembro | Set 5      |       |             | Riocentro, Rio de Janeiro |

| 10 de setembro | Países Baixos NED | 0-3   | BRA Brasil | Riocentro, Rio de Janeiro |
| 10 de setembro | 18                | Set 1 | 25         | Riocentro, Rio de Janeiro |
| 10 de setembro | 15                | Set 2 | 25         | Riocentro, Rio de Janeiro |
| 10 de setembro | 21                | Set 3 | 25         | Riocentro, Rio de Janeiro |
| 10 de setembro | Set 4             |       |            | Riocentro, Rio de Janeiro |
| 10 de setembro | Set 5             |       |            | Riocentro, Rio de Janeiro |

| 10 de setembro | Ucrânia UKR | 3-0   | CAN Canadá | Riocentro, Rio de Janeiro |
| 10 de setembro | 25          | Set 1 | 20         | Riocentro, Rio de Janeiro |
| 10 de setembro | 25          | Set 2 | 19         | Riocentro, Rio de Janeiro |
| 10 de setembro | 25          | Set 3 | 16         | Riocentro, Rio de Janeiro |
| 10 de setembro | Set 4       |       |            | Riocentro, Rio de Janeiro |
| 10 de setembro | Set 5       |       |            | Riocentro, Rio de Janeiro |

### Grupo B
|     |                    |     | Jogos | Jogos | Jogos | Resultados | Resultados | Resultados | Resultados | Resultados | Resultados | Sets | Sets | Sets  | Pontos | Pontos | Pontos |
| Pos | Equipe             | Pts | T     | V     | D     | 3–0        | 3–1        | 3–2        | 2–3        | 1–3        | 0–3        | V    | P    | R     | V      | P      | R      |
| --- | ------------------ | --- | ----- | ----- | ----- | ---------- | ---------- | ---------- | ---------- | ---------- | ---------- | ---- | ---- | ----- | ------ | ------ | ------ |
| 1   | CHN China          | 8   | 3     | 3     | 0     | 2          | 0          | 1          | 0          | 0          | 0          | 9    | 2    | 4.500 | 246    | 169    | 1.456  |
| 2   | USA Estados Unidos | 7   | 3     | 2     | 1     | 2          | 0          | 0          | 1          | 0          | 0          | 8    | 3    | 2.667 | 256    | 156    | 1.641  |
| 3   | IRI Irã            | 3   | 3     | 1     | 2     | 1          | 0          | 0          | 0          | 0          | 2          | 3    | 6    | 0.500 | 160    | 197    | 0.812  |
| 4   | RWA Ruanda         | 0   | 3     | 0     | 3     | 0          | 0          | 0          | 0          | 0          | 3          | 0    | 9    | 0,000 | 85     | 225    | 0.378  |

| 10 de setembro | China CHN | 3-0   | RWA Ruanda | Riocentro, Rio de Janeiro |
| 10 de setembro | 25        | Set 1 | 3          | Riocentro, Rio de Janeiro |
| 10 de setembro | 25        | Set 2 | 8          | Riocentro, Rio de Janeiro |
| 10 de setembro | 25        | Set 3 | 6          | Riocentro, Rio de Janeiro |
| 10 de setembro | Set 4     |       |            | Riocentro, Rio de Janeiro |
| 10 de setembro | Set 5     |       |            | Riocentro, Rio de Janeiro |

| 10 de setembro | Estados Unidos USA | 3-0   | IRI Irã | Riocentro, Rio de Janeiro |
| 10 de setembro | 25                 | Set 1 | 17      | Riocentro, Rio de Janeiro |
| 10 de setembro | 25                 | Set 2 | 13      | Riocentro, Rio de Janeiro |
| 10 de setembro | 25                 | Set 3 | 9       | Riocentro, Rio de Janeiro |
| 10 de setembro | Set 4              |       |         | Riocentro, Rio de Janeiro |
| 10 de setembro | Set 5              |       |         | Riocentro, Rio de Janeiro |

| 12 de setembro | Ruanda RWA | 0-3   | IRI Irã | Riocentro, Rio de Janeiro |
| 12 de setembro | 10         | Set 1 | 25      | Riocentro, Rio de Janeiro |
| 12 de setembro | 19         | Set 2 | 25      | Riocentro, Rio de Janeiro |
| 12 de setembro | 18         | Set 3 | 25      | Riocentro, Rio de Janeiro |
| 12 de setembro | Set 4      |       |         | Riocentro, Rio de Janeiro |
| 12 de setembro | Set 5      |       |         | Riocentro, Rio de Janeiro |

| 12 de setembro | China CHN | 3-2   | USA Estados Unidos | Riocentro, Rio de Janeiro |
| 12 de setembro | 25        | Set 1 | 17                 | Riocentro, Rio de Janeiro |
| 12 de setembro | 14        | Set 2 | 25                 | Riocentro, Rio de Janeiro |
| 12 de setembro | 14        | Set 3 | 25                 | Riocentro, Rio de Janeiro |
| 12 de setembro | 28        | Set 4 | 26                 | Riocentro, Rio de Janeiro |
| 12 de setembro | 15        | Set 5 | 13                 | Riocentro, Rio de Janeiro |

| 10 de setembro | Estados Unidos USA | 3-0   | RWA Ruanda | Riocentro, Rio de Janeiro |
| 10 de setembro | 25                 | Set 1 | 10         | Riocentro, Rio de Janeiro |
| 10 de setembro | 25                 | Set 2 | 8          | Riocentro, Rio de Janeiro |
| 10 de setembro | 25                 | Set 3 | 3          | Riocentro, Rio de Janeiro |
| 10 de setembro | Set 4              |       |            | Riocentro, Rio de Janeiro |
| 10 de setembro | Set 5              |       |            | Riocentro, Rio de Janeiro |

| 10 de setembro | Irã IRI | 0-3   | CHN China | Riocentro, Rio de Janeiro |
| 10 de setembro | 16      | Set 1 | 25        | Riocentro, Rio de Janeiro |
| 10 de setembro | 19      | Set 2 | 25        | Riocentro, Rio de Janeiro |
| 10 de setembro | 11      | Set 3 | 25        | Riocentro, Rio de Janeiro |
| 10 de setembro | Set 4   |       |           | Riocentro, Rio de Janeiro |
| 10 de setembro | Set 5   |       |           | Riocentro, Rio de Janeiro |

## Fase final
|  | Semifinais         | Semifinais |   |            | Final              | Final |  |
|  |                    |            |   |            |                    |       |  |
|  |                    |            |   |            |                    |       |  |
|  | BRA Brasil         | 0          |   |            |                    |       |  |
|  | USA Estados Unidos | 3          |   |            |                    |       |  |
|  |                    |            |   |            |                    |       |  |
|  |                    |            |   |            |                    |       |  |
|  |                    |            |   |            | USA Estados Unidos | 3     |  |
|  |                    | CHN China  | 0 |            |                    |       |  |
|  |                    |            |   |            |                    |       |  |
|  |                    |            |   |            |                    |       |  |
|  |                    |            |   |            | Terceiro lugar     |       |  |
|  |                    |            |   |            |                    |       |  |
|  | UKR Ucrânia        | 0          |   | BRA Brasil | 3                  |       |  |
|  | CHN China          | 3          |   |            | UKR Ucrânia        | 0     |  |

### Semifinal
| 10 de setembro | Brasil BRA | 0-3   | USA Estados Unidos | Riocentro, Rio de Janeiro |
| 10 de setembro | 13         | Set 1 | 25                 | Riocentro, Rio de Janeiro |
| 10 de setembro | 26         | Set 2 | 28                 | Riocentro, Rio de Janeiro |
| 10 de setembro | 18         | Set 3 | 25                 | Riocentro, Rio de Janeiro |
| 10 de setembro | Set 4      |       |                    | Riocentro, Rio de Janeiro |
| 10 de setembro | Set 5      |       |                    | Riocentro, Rio de Janeiro |

| 10 de setembro | Ucrânia UKR | 0-3   | CHN China | Riocentro, Rio de Janeiro |
| 10 de setembro | 14          | Set 1 | 25        | Riocentro, Rio de Janeiro |
| 10 de setembro | 23          | Set 2 | 28        | Riocentro, Rio de Janeiro |
| 10 de setembro | 20          | Set 3 | 25        | Riocentro, Rio de Janeiro |
| 10 de setembro | Set 4       |       |           | Riocentro, Rio de Janeiro |
| 10 de setembro | Set 5       |       |           | Riocentro, Rio de Janeiro |

### Disputa pelo bronze
| 10 de setembro | Brasil BRA | 3-0   | UKR Ucrânia | Riocentro, Rio de Janeiro |
| 10 de setembro | 25         | Set 1 | 12          | Riocentro, Rio de Janeiro |
| 10 de setembro | 25         | Set 2 | 22          | Riocentro, Rio de Janeiro |
| 10 de setembro | 25         | Set 3 | 20          | Riocentro, Rio de Janeiro |
| 10 de setembro | Set 4      |       |             | Riocentro, Rio de Janeiro |
| 10 de setembro | Set 5      |       |             | Riocentro, Rio de Janeiro |

### Final
| 10 de setembro | Estados Unidos USA | 3-0   | CHN China | Riocentro, Rio de Janeiro |
| 10 de setembro | 25                 | Set 1 | 12        | Riocentro, Rio de Janeiro |
| 10 de setembro | 25                 | Set 2 | 12        | Riocentro, Rio de Janeiro |
| 10 de setembro | 25                 | Set 3 | 18        | Riocentro, Rio de Janeiro |
| 10 de setembro | Set 4              |       |           | Riocentro, Rio de Janeiro |
| 10 de setembro | Set 5              |       |           | Riocentro, Rio de Janeiro |

## Medalhistas
|  | USA Estados Unidos |  | CHN China |  | BRA Brasil |
|  | Lora Webster Bethany Zummo Alexis Shifflett Michelle Shiffler Katia Holloway Heather Erickson Monique Burkland Kari Miller Nichole Millage Kaleo Kanahele Nicky Nieves Tia Edwards |  | Ting Li Hongqin Lyu Jixiu Jiang Limei Su Bin Gong Yanan Wang Liping Li Xufei Zhang Jie Xu Lijun Zhang Yuhong Sheng Meiling Zao |  | Paula Herts Edwarda Dias Gizele Maria Adria Silva Pâmela Pereira Camila Leiria Nathalie Silva Suellen Cristine Jani Freitas Janaína Petit Nurya Silva Laiana Rodrigues |